# ۱۸۱۵
۱۸۱۵ (میلادی) هزار و هشتصد  و پانزدهمین سال تقویم میلادی است.
== مناسبت‌ها == اعلام بی طرفی سویس تا به امروز

## زادگان
- ۱۱ ژانویه – جان ای. مک‌دانلد، سیاست‌مدار و وکیل کانادایی (د. ۱۸۹۱)
- ۱۶ اوت – جان بوسکو، نویسنده و کشیش ایتالیایی (د. ۱۸۸۸)
- ۳۱ اکتبر – کارل وایرشتراس، ریاضی‌دان و معلم آلمانی (د. ۱۸۹۷)
- ۲ نوامبر – جرج بول، ریاضی‌دان و فیلسوف بریتانیایی (د. ۱۸۶۴)
- ۱۲ نوامبر - الیزابت کدی، فعال اجتماعی و حقوق زنان در آمریکا
- ۱۰ دسامبر – ایدا لاولیس، ریاضی‌دان انگلیسی، به عنوان اولین برنامه‌نویس شناخته می‌شود (د. ۱۸۵۲)

## درگذشتگان
- ۲۴ فوریه – رابرت فولتن، مهندس آمریکایی (ز. ۱۷۶۵)
- ۶ اوت – جیمز ای. بیرد پدر، سیاست‌مدار و وکیل آمریکایی (ز. ۱۷۶۷)
- ۴ مارس – فرانسس آبینگتون، بازیگر انگلیسی (ز. ۱۷۳۷)
- ۹ سپتامبر – جان سینگلتون کاپلی، هنرمند و نقاش آمریکایی (ز. ۱۷۳۸)
- ۱۳ اکتبر – ژواکیم مورات، سرباز و سیاست‌مدار فرانسوی (ز. ۱۷۶۷)